# Alyssopsis trinervis
Alyssopsis trinervis är en korsblommig växtart som beskrevs av Viktor Petrovitj Botjantsev och Sejfulin. Alyssopsis trinervis ingår i släktet Alyssopsis och familjen korsblommiga växter. Inga underarter finns listade i Catalogue of Life.